# Шахта «Іббенбюрен»
Шахта «Іббенбюрен» (нім. Ibbenbüren) компанії RAG Anthrazit Ibbenbüren GmbH — одна з найглибших (1545 м) кам'яновугільних шахт у світі (ФРН, Іббенбюренський басейн).

## Характеристика
Запаси антрациту оцінюються в 50 млн т. Родовище містить 4 пласти антрациту вестфальского ярусу верхнього карбону. Середня потужність пластів 1,52 м. Кути падіння пластів до 10°. Один з пластів розкритий на глибині 1545 м. Шахтне поле розкрите 6 вертикальними стовбурами. Характеристика вугілля: вміст летких 5-6 %, зольність 3 %, вміст сірки 1 %, теплота згоряння 35,3 МДж/кг.

## Технологія розробки
На шахті 7 комплексно-механізованих лав. Управління покрівлею ведеться способом обвалення. Виїмка вугілля в лавах проводиться з допомогою стругів. Середня довжина лави 242 м, середньодобове посування 2,73 м, навантаження 1255 т. Основний вид транспорту по головним виробкам — конвеєрний. Продуктивність збагачувальної фабрики до 900 т/год (4,4 млн т в рік). Застосовується флотація. Є також брикетна фабрика (продуктивність 200 т/год). Шахта газова. За допомогою системи дренажу метану щодня на поверхню видається близько 500 тис. м³ газу,  з яких приблизно 90 % використовується. На шахті зайнято 2260 робітників.